# Lilpopowie

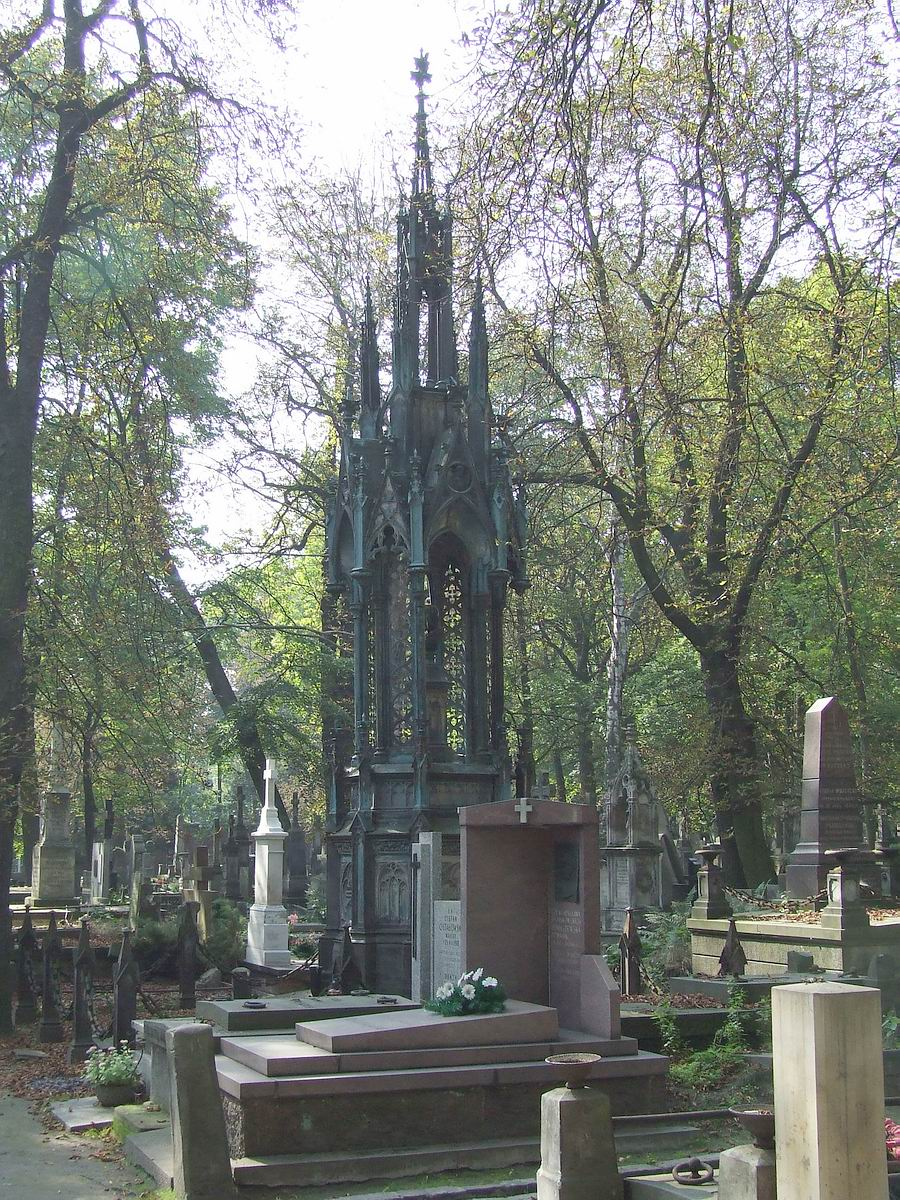
Grób rodziny Lilpopów na warszawskich Powązkach

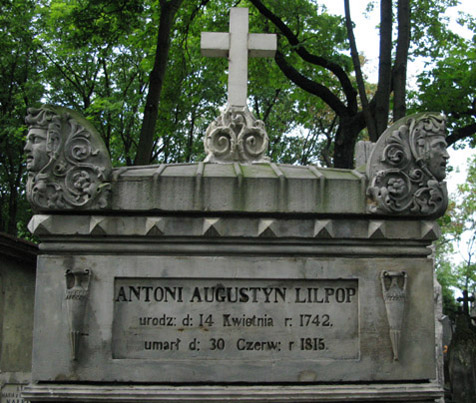
Nagrobek protoplasty rodu Antoniego Augustyna Lilpopa na warszawskich Powązkach

Lilpopowie – mieszczańska rodzina zegarmistrzów, przemysłowców, handlowców, artystów związanych szczególnie z Warszawą.

## Historia
Początek rodowi w Polsce dał Antoni Augustyn Lilpop (1742–1815) pochodzący z Grazu w Austrii, który osiedlił się w Warszawie w ostatnich latach panowania króla Augusta III i założył w 1789 r. zakład produkujący zegarki. Firma zegarmistrzowska Lilpopów istniała do 1939 r. Ostatni Zakład zegarmistrzowski Lilpopów przy ul. Wierzbowej w Warszawie  zniszczyły niemieckie bomby we wrześniu 1939 r. Jego pracownicy opiekowali się czasomierzem z Zamku Królewskiego. 
Najbardziej znaną firmą Lilpopów była fabryka przemysłu maszynowego „Lilpop, Rau i Loewenstein", Towarzystwo Przemysłowe Zakładów Mechanicznych w Warszawie S.A., jedne z największych zakładów przemysłowych Królestwa Polskiego i międzywojennej  Warszawy. W 1944 majątek przedsiębiorstwa został prawie całkowicie zniszczony. 

## Znani Lilpopowie
- Karol Jerzy Lilpop (1781–1833) – warszawski złotnik.
- Stanisław Lilpop (1817–1866) – inżynier mechanik, wynalazca, założyciel zakładów Lilpop, Rau i Loewenstein.
- Stanisław Wilhelm Lilpop (1864–1930) – syn Stanisława, przemysłowiec, podróżnik, założyciel miasta-ogrodu Podkowa Leśna. Wybudował willę "Stawisko" dla swojej córki Anny, która zamieszkała tam z mężem, pisarzem Jarosławem Iwaszkiewiczem. Oboje otrzymali pośmiertnie medal Sprawiedliwym Wśród Narodów Świata[2].
- Ludwik Maurycy Lilpop (1845–1905) – producent zegarków, filantrop związany z warszawskim kościołem luterańskim.
- Edward August Lilpop (1844–1911) – budowniczy, projektant m.in. wolskiego browaru Junga, praskiej fabryki "Wulkan", farmaceutycznego zakładu Spiessów na Tarchominie oraz przędzalni bawełny Briggsów w Markach[2].
- Franciszek Lilpop (1870–1937) – warszawski architekt. Jego dziełem są m.in. Dom Towarowy Braci Jabłkowskich, budynek Klasztoru Nazaretanek przy ulicy Czerniakowskiej siedziba gazowni przy ulicy Kredytowej oraz kompleks zabudowań Zakładów Mechanicznych "Ursus"[2].
- Wacław Lilpop (1887–1949) – lekarz urolog, założyciel i pierwszy prezes Polskiego Towarzystwa Urologicznego, długoletni ordynator stołecznych szpitali[1].
- Stefan Ludwik Lilpop (1872–1923) – producent zegarków, kolekcjoner, mecenas sztuki.
- Jerzy Lilpop (1888–1945) – botanik (jeden z pierwszych paleobotaników w RP), kustosz działu botanicznego Muzeum Przyrody PAU w Krakowie[3].
- Jan Lilpop - aktywny w Narodowych Siłach Zbrojnych, podharcmistrz, twórca hasła "PPR- Płatne Pachołki Rosji", zginął podczas II Wojny Światowej[1].
- Zbigniew Lilpop (1917–2007) – inżynier elektryk, specjalista w zakresie komunikacji miejskiej.

## Upamiętnienie
- 27 sierpnia 2009 r. skwerowi w rejonie ulic Grenady i Żytniej na warszawskiej Woli nadano nazwę Rodziny Lilpopów[4].